# Rét

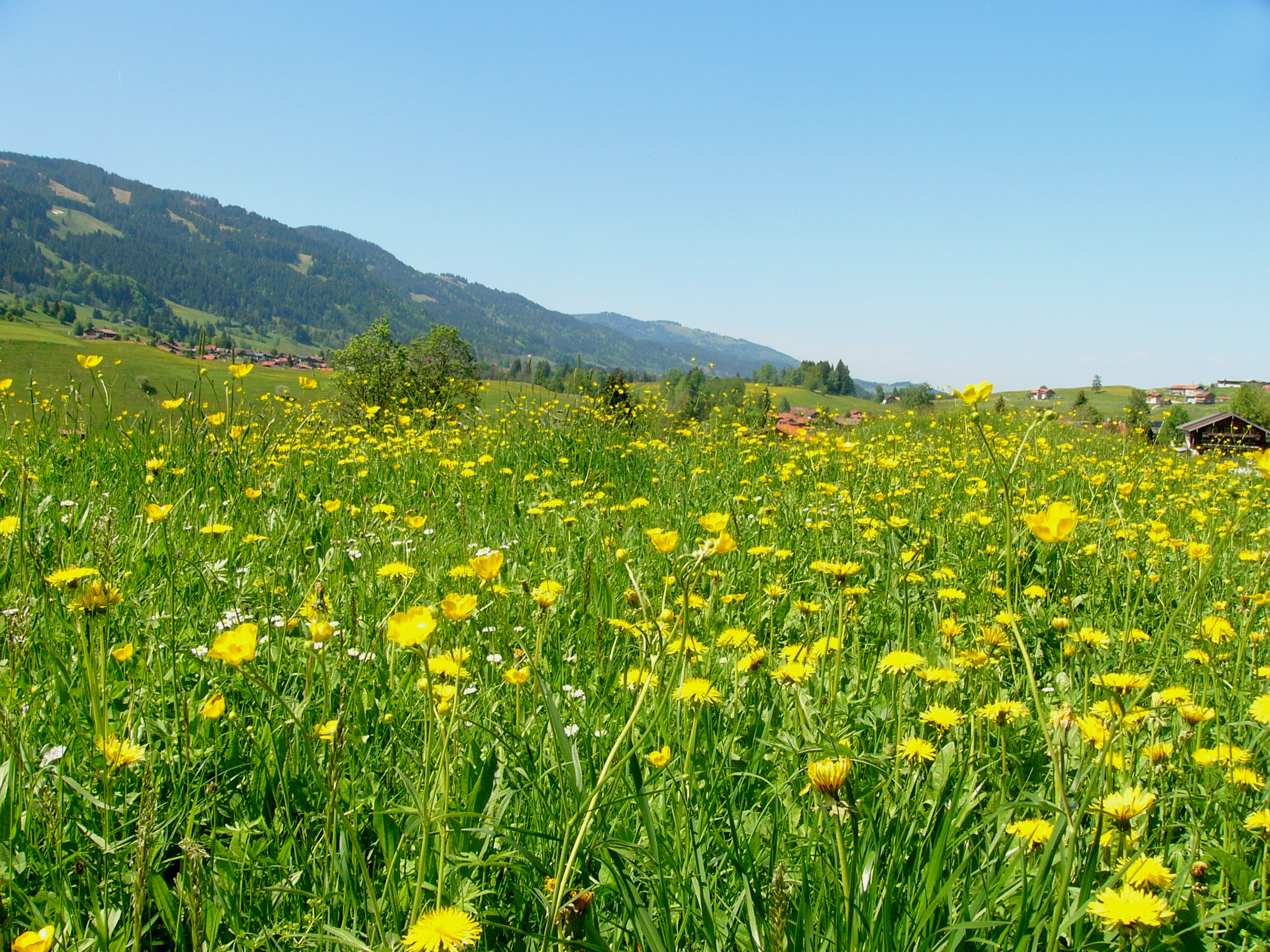
Egy németországi rét

A rét olyan kultúrtáj, amelynek létrehozása és fenntartása az ember műve.
A települések körüli rétek képviselik azt a tájtípust, amely a leginkább utal az ember tevékenységére. Ebben az élettérben növények és állatok mesterségesen létrehozott életközösségeivel találkozunk. Amennyiben a réteket nem kaszálnák, elbozótosodnának, és nemsokára ritkás elegyes erdő alakulna ki rajtuk. Természetes rétek már csak kevés helyen maradtak fenn eredeti állapotukban mint nyirkos rétek, sós rétek, száraz gyepek vagy havasi kaszálók. A mesterséges és természetes rétek közös vonása, hogy fátlanok vagy csak gyéren, szétszórtan álló fák, cserjék találhatók rajtuk; uralkodó elemeik a füvek és más lágy szárú növények. A rétek állapotára a kaszálás mellett az éghajlat, a legeltetés és a trágyázás is nagy befolyást gyakorol. Az eredetileg paraszti jellegű kultúrtáj még nem is olyan régen gazdag változatosságot mutatott: a szántóföldtől a parlagig, a sövényektől és mezsgyéktől az árkokig és tavakig különféle élőhelyek fordultak elő benne. A modern mezőgazdaságnak azonban egyre többet kell a talajból kihoznia, hogy versenyképes maradjon: a műtrágyák túlzott alkalmazása és a modern gépi technológia a mezőséget monoton agrársztyeppé változtatta. E fejlesztés elhibázottsága az utóbbi időben egyre érzékelhetőbbé válik. Ezért Európa-szerte növekvő erőfeszítéseket tesznek a természetközeli és értékmegőrző mezőgazdasági termesztés kialakításáért.
Jogi értelemben a rét a termőföld egyik művelési ága.

## Élővilága
A rétekre jellemző élőlények:
- Növények: fák, cserjék, füvek és virágos növények.
- Gombák
- Állatok: rovarok, madarak, hüllők és kisemlősök.